# Holger Dainat
Holger Dainat (* 15. Mai 1956 in Büdelsdorf) ist ein deutscher germanistischer Literaturwissenschaftler und außerplanmäßiger Professor an der Universität Bielefeld.

## Biographie
Nach dem Studium der Germanistik, Geschichte und Philosophie an der Christian-Albrechts-Universität zu Kiel und der Universität Bielefeld wurde Holger Dainat 1989 in Germanistik an der Universität Bielefeld promoviert; sodann hat er sich 2002 an der Otto-von-Guericke-Universität Magdeburg habilitiert. Nach Professurvertretungen an der FernUniversität in Hagen, der Universität Magdeburg und der Universität Bielefeld wurde er 2010 akademischer Rat an der Universität Bielefeld und dort auch zum apl. Professor für Neuere deutsche Literatur ernannt.

## Schriften

### Als Autor
- Abaellino, Rinaldini und Konsorten. Zur Geschichte der Räuberromane in Deutschland. Max Niemeyer, Tübingen 1996 (Studien und Texte zur Sozialgeschichte der Literatur 55).

### Als Herausgeber
- Kriminalgeschichten aus dem 18. Jahrhundert. Haux, Bielefeld 1987; 2. Aufl. 1990.
- Atta Troll tanzt noch. Selbstbesichtigungen der literaturwissenschaftlichen Germanistik im 20. Jahrhundert. Akademie, Berlin 1997 (LiteraturForschung) (zusammen mit Petra Boden unter Mitarbeit von Ursula Menzel).
- Aufklärungsforschung in Deutschland. Universitätsverlag Winter, Heidelberg 1999 (Beihefte zum Euphorion 32) (zusammen mit Wilhelm Voßkamp).
- Literaturwissenschaft und Nationalsozialismus. Max Niemeyer, Tübingen 2003 (Studien und Texte zur Sozialgeschichte der Literatur 99) (zusammen mit Lutz Danneberg).
- Wissenschaft und Systemveränderung. Rezeptionsforschung in Ost und West – eine konvergente Entwicklung? Universitätsverlag Winter, Heidelberg 2003 (zusammen mit Wolfgang Adam und Gunter Schandera).
- Die Umsetzung der Bologna-Beschlüsse in der Germanistik an deutschen und ausländischen Universitäten. Bonn 2005 (zusammen mit Cem Alexander Sünter im Auftrag des DAAD).
- „Krieg ist mein Lied“. Der Siebenjährige Krieg in den zeitgenössischen Medien. Wallstein, Göttingen 2007 (zusammen mit Wolfgang Adam, in Verbindung mit Ute Pott).
- Goethe, Grabbe und die Pflege der Literatur. Festschrift zum 65. Geburtstag von Lothar Ehrlich. Mit einer Einleitung von Paul Raabe. Bielefeld: Aisthesis 2008 (zusammen mit Burkhard Stenzel).
- ‚Weimarer Beiträge‘ – Fachgeschichte aus zeitgenössischer Perspektive. Zur Funktion und Wirkung einer literaturwissenschaftlichen Zeitschrift der DDR. Peter Lang, Frankfurt/Main u. a. 2009 (zusammen mit Wolfgang Adam, Dagmar Ende, in Verbindung mit Jan Standke).
- Heinrich Zschokke. Deutscher Aufklärer – Schweizer Revolutionär – Publizist – Volkspädagoge – Schriftsteller – Politiker. Edition lumière, Bremen 2012.